# Gerardo Taracena
Gerardo Taracena (Ciudad de México, 27 de marzo de 1970) es un actor y bailarín mexicano de cine y teatro. Es conocido por sus papeles en Apocalypto, Man on Fire, The Mexican y Sin Nombre, así como en la serie de Netflix Narcos: México.

## Biografía

### Primeros años
Gerardo Taracena estudió Arte Dramático en el Centro Universitario de Teatro de la Universidad Nacional Autónoma de México.
En 1992 actuó en diversos festivales de teatro y danza con el grupo de danza Integro de Perú, hasta 1996.

### Carrera
Es conocido por haber participado en una variada selección de festivales a lo largo de toda América Latina, y ha actuado en más de 30 obras de teatro. Gerardo Taracena también se inscribió en el grupo teatral Mito Teatro.
Su producción en cine y televisión ha crecido tanto en México como en Estados Unidos.  Apareció en la película mexicana Salvar al soldado Pérez, estrenada en 2011, junto al también actor mexicano Jaime Camil.

## Filmografía

### Cine
- La hija del Puma (1994) como Mateo.
- Un hilito de sangre (1995) como Voceador.
- De ida y vuelta (2000) como Filiberto.
- Sin dejar huella (2000) como Niko.
- The Mexican (2001) como Reveler to the Fire Gun.
- El misterio del Trinidad (2003) como Sobrino.
- Man on Fire (2004) como Executive Adjutant.
- El violín (2005) como Genaro.
- Club Eutanasia (2005) como Enfermero.
- La reina roja, un misterio maya (2005).
- Apocalypto (2006) como Middle Eye.
- Dónde estaré esta noche. Teatro de ciertos habitantes (2006).
- La zona (2007) como Carlos.
- Sin nombre (2009) como Horacio.
- Crónicas chilangas (2009) como Julio.
- Sucedí en un día (2010) como Mazatzin.
- El infierno (2010) como Pancho zopilote.
- Salvando al soldado Pérez (2011) como Carmelo Benavides.
- El Bukanas (2011) como El Bukanas.
- Ladies Mafia (2011) como Rualas.
- Contratiempo (2011) como Mario.
- Espacio interior (2011) como Tenso.
- Get the Gringo (2012) como Romero.
- En busca de un Marsupilami (2012) como Mateo.
- 4 Maras (2012) como Piti.
- Juego de niños (2012).
- Días de gracias (2012) como Zona.
- El Buchón (2012) como Gavilán.
- Las paredes hablan (2012) como El Ojaiz.
- Los Kokainoz (2012) como Lic. Quintero.
- El Shakka (2012) como Zona.
- Potosí (2012) como javier.
- Deseo (2013) como Marino.
- Jirón de niebla (2013) como Perito.
- Volando bajo (2014) como Chuyin Venegas.
- El Más Buscado (2014) como Raymundo.
- Princesas de Cartón (2014) como Luis.
- Las Aparicio (2015) como Sicario.
- La carga (2016) como Itzmin.
- ¿Qué culpa tiene el niño? (2016) como Plutarco.
- La niña de la mina (2016) como Carlos.
- Cuernito Armani (2016) como Rodo.
- Le Miroir d'Artaud (2016) como Atreyu.
- Casa Caracol (2017) como Hombre.
- La hora de Salvador Romero (2017) como Teodoro.
- Café con lecha (2018) como Eduardo Manrique.
- Motel Acqua (2018) como Anastasio.
- Las amantes del narco 2 (2018) como Don Chava.
- Influencias (2019) como Calaca.
- Mentada de Padre (2019) como Líder de Rebeldes.
- La Seductora (2020) como Señor Azul.
- Presencias (2021) como Don Jaime.
- Sonido de libertad (2023) como Alacrán.
- Podcast, Repases Nocturnos como Fulgencio.
- Zhai como César.

### Televisión
- El Pantera (2007-2008) como El Mandril.
- Tiempo final (2008) como Pampa.
- Hermanos y detectives (2009).
- Los simuladores (2009) como Vicente.
- Sanguinarios del M1 (2009) como Junco Pantoja.
- Niño Santo (2011) como Santiago.
- Capadocia (2011) como Cirilo.
- Entre sábanas negras (2013) como César.
- El Mariachi (2014) como Silvio.
- Texas Rising (2015) como Manuel Flores.
- El Señor de los Cielos (2015) como El Chamán.
- Perseguidos (2016-2017) como Gustavo 'Tavo' Benítez.
- La reina del sur (2016-2017) como César 'Batman' Güemes.
- Drunk History (2017) como Nezahualcóyotl.
- Tres milagros (2018) como Julián Cruz.
- Sr. Ávila (2018) como Jesús Guzmán.
- 40 y 20 (2018) como Macedonio.
- Narcos: México (2018-2020) como Pablo Acosta.
- El candidato (2020) como El cocodrilo.
- Harina (2022) como Ramos.
- Dale Gas (2022) como Abel.